# ライブラリータワー
ライブラリータワー（英Library Tower）は、アメリカ合衆国カリフォルニア州ロサンゼルスのダウンタウンにある超高層ビルである。現在の名称はU.S.バンクタワー(U.S. Bank Tower)である。
高さ310.3mで、カリフォルニア州ではウィルシャー・グランド・センター（335.3m）、セールスフォース・タワー（326m）に次いで3番目に高く、2019年時点でアメリカ合衆国では15番目の高さを誇る。
設計はアメリカの建築家ヘンリー・N・コブ及び彼も共同経営者となっているペイ・コブ・フリード社 (Pei Cobb Freed & Partners)。
ライブラリータワーという旧称は、道の向いにロサンゼルス公共図書館があることに由来する。この大図書館は1986年の4月と9月に火災に巻き込まれ損傷した。その再建にあたり、図書館建物の上空の使っていない容積率を空中権として開発業者に売却し再建費用に充て、開発業者はこの容積率を使って超高層ビルを建てた。これがライブラリータワーである。当時はファースト・インターステート銀行が入居していたことから、ファースト・インターステート・バンク・ワールド・センターと呼ばれていた。ファースト・インターステートはウェルズ・ファーゴに買収され、2003年にこのビルはUSバンクを傘下に持つU.S.バンコープに賃貸されU.S.バンクタワーと名を改めた。ロサンゼルスでもひときわ目立つこのビルを、市民は今もライブラリータワーと呼ぶ。

## テロリストの標的
イスラム系テロ組織アルカーイダは、2001年、9月11日に続くテロを再びアメリカ国内でおこなうと主張している。その対象として、西海岸のビル群が標的といわれているため、このビルが挙げられる。
実際、9・11テロのときにも標的にされていた。そのため、現在もテロ対策がおこなわれている。

## ギャラリー

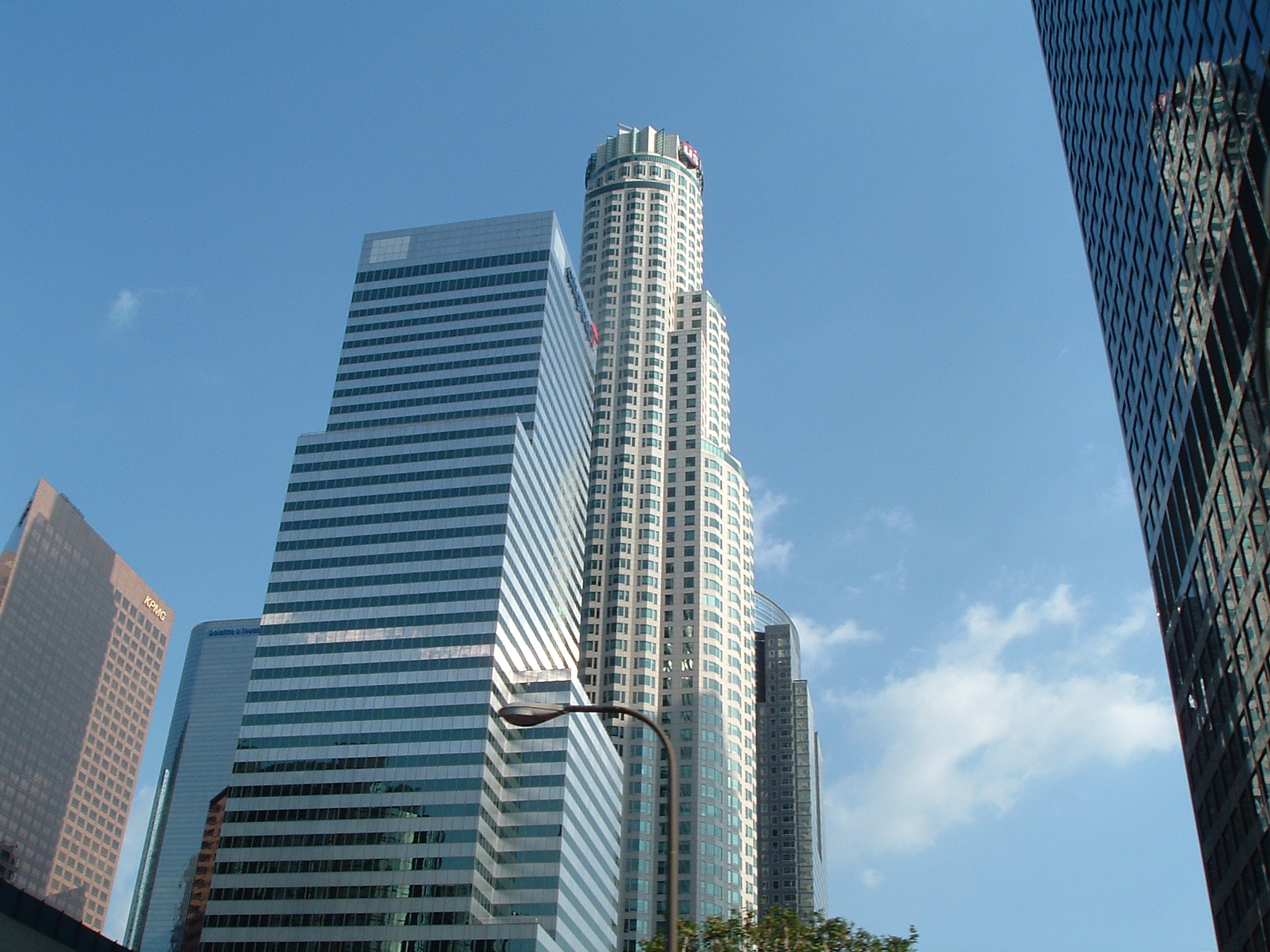
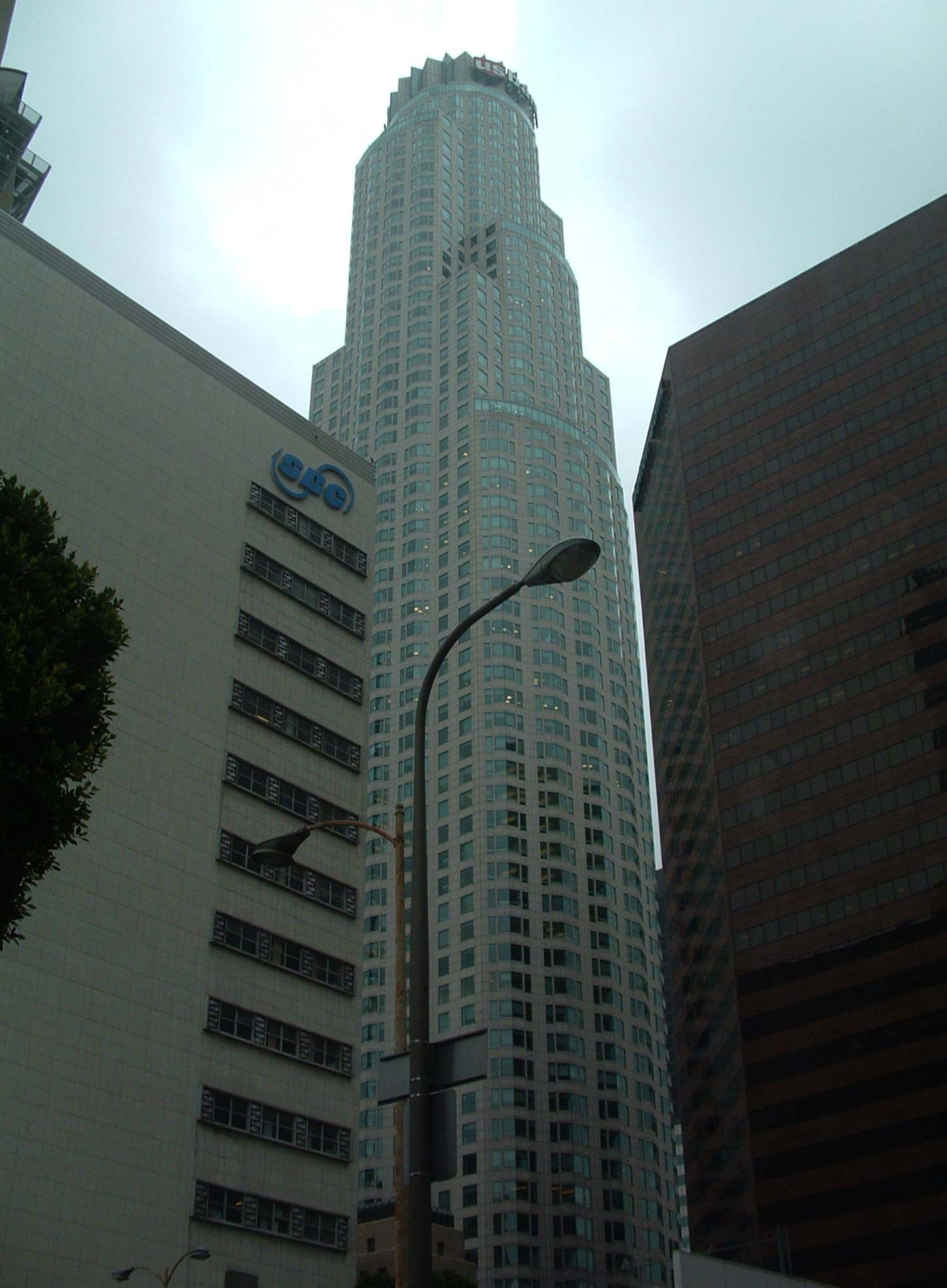
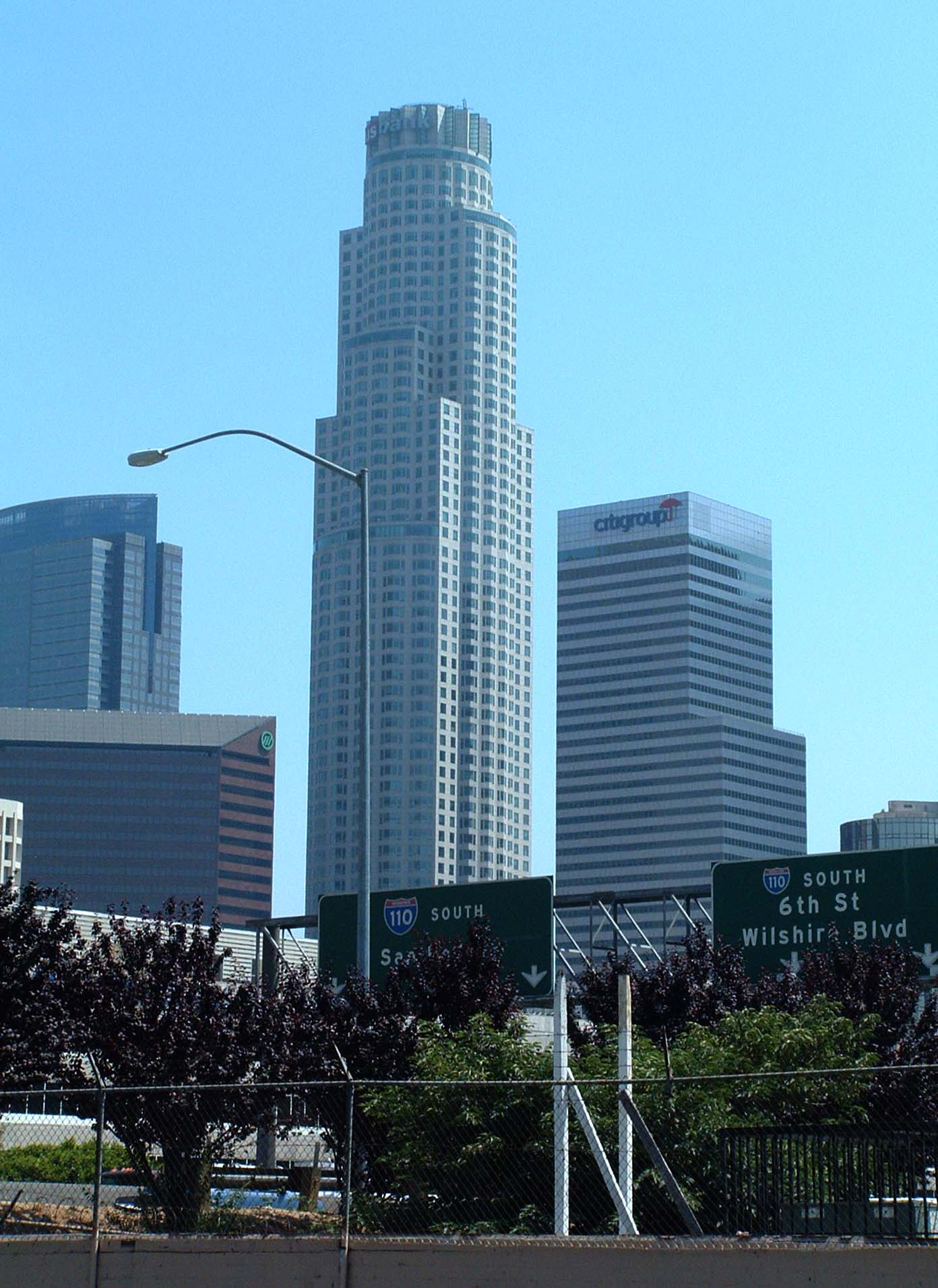